# Oleksij Hantschew
Oleksij Wolodymyrowytsch Hantschew (ukrainisch Олексій Володимирович Ганчев; * 22. August 1988 in Saporischschja) ist ein ukrainischer Handballspieler.
Der 1,86 Meter große und 68 Kilogramm schwere rechte Außenspieler stand ab 2006 bei ZTR Saporischschja unter Vertrag. Mit dem ukrainischen Rekordmeister wurde er 2007, 2008, 2009, 2010 und 2011 Meister sowie 2011 Pokalsieger. Mit ZTR spielte er im EHF-Pokal (2009/10, 2010/11), im Europapokal der Pokalsieger (2006/07, 2007/08, 2011/12), in der EHF Champions League (2007/08, 2008/09) sowie im EHF Challenge Cup (2012/13, 2013/14). 2019 wechselte er zu HK Motor Saporischschja, 2020 zu GK Permskije Medwedi. Im März 2022 unterschrieb er bis zum Saisonende beim polnischen Verein Tauron Stal Mielec. Seit Sommer 2022 spielt er für den rumänischen Verein CSM Bacău.
Oleksij Hantschew erzielte in 14 Länderspielen für die ukrainische Nationalmannschaft 28 Tore (Stand: Dezember 2009). Er spielte auch bei der Europameisterschaft 2010.